# Виноградив
Виноградив (укр. Виноградів) град је Украјини у Закарпатској области. Према процени из 2023. у граду је живело 22.976 становника.

## Становништво
Према процени, у граду је 2012. живело 25.503 становника.
| 1979.  | 1989.  | 2001.  | 2012.  |
| ------ | ------ | ------ | ------ |
| 22.436 | 25.663 | 25.760 | 25.503 |

## Градови побратими
- Њирбатор
- Фехерђармат
- Динов
- Вранов на Топлој
- Celadas